# Helen Hokinson
Helen Hokinson (aussi appelée Helen E. Hokinson et Helen Elna Hokinson) est une illustratrice et cartooniste américaine née le 29 juin 1893 et morte le 1er novembre 1949. Elle collabore pendant vingt ans au New Yorker, y signant plus de 68 couvertures et 1 800 dessins.

## Biographie
Né à Mendota, dans l'Illinois, Helen Hokinson est la fille d'Adolph Hokinson, marchand d'engins agricoles, et de Mary Hokinson. Helen Hokinson effectue ses études à l'Académie des Beaux-Arts (devenue l'École de l'Institut d'art de Chicago) puis exerce en tant qu'illustratrice indépendante de mode à Chigaco pour des grands magasins comme Marshall Field's (en).
En 1920, elle s'installe à New York pour mener la même activité et intégrer l'école des beaux-arts et arts appliqués (devenue la Parsons The New School for Design). Un enseignant la pousse à proposer ses dessins à des magazines et Mary Hokinson fait partie des premières dessinatrices publiées dans The New Yorker, où ses travaux apparaissent pour la première fois le 4 juillet 1925. Elle représente les travers des femmes aisées et stupides de la bonne société.
Elle décède dans la collision aérienne du Eastern Airlines Flight 537 (en) le 1er novembre 1949 au Washington National Airport,. D'après James Thurber et Brendan Gill (en), Helen Hokinson s'appuyait sur les collaborateurs du New Yorker pour écrire les légendes de ses dessins, ce qui était une pratique habituelle à l'époque ; par la suite, ce rôle est dévolu à James Reid Parker (à partir de 1931). Hokinson et Parker publient également un cartoon mensuel, The Dear Man, dans le Ladies' Home Journal et participent à des campagnes de promotion.

## Œuvres
Dessins d'Helen Hokinson
- So You're Going to Buy a Book! Minton, Balch & Co. 1931
- My Best Girls E. P. Dutton 1941
- When Were You Built? E. P. Dutton & Co. 1948
- The Ladies, God Bless 'em (memoir by James Reid Parker) E. P. Dutton & Co. 1950
- There are Ladies Present E. P. Dutton & Co. 1952
- The Hokinson Festival E. P. Dutton & Co. 1956

Livres illustrés par Helen Hokinson
- Edith M. Barber, What Shall I Eat Macmillan 1933
- Margaret Fishback, Safe Conduct: When to Behave—And Why The World Publishing Company 1941
- Laurence McKinney, Garden Clubs & Spades E. P. Dutton & Co. 1941
- Helen Hayes Peffer, Madam Chairman, Members, And Guests Macmillan 1942
- Emily Kimbrough, We Followed Our Hearts to Hollywood Grosset & Dunlap 1943
- Emily Kimbrough, How Dear to My Heart Dodd, Mead & Co. 1944
- Emily Kimbrough, It Gives Me Great Pleasure Dodd, Mead & Co. 1948
- Mannix Walker, Everything Rustles Dodd, Mead & Co. 1945